# Hillman Husky
La Husky è una autovettura costruita dal gruppo Rootes con marchio Hillman dal 1954 al 1970.
Fu prodotta in diverse serie. Essendo il marchio Hillman di proprietà del gruppo Rootes, le varie versioni della Husky avevano molto in comune con altri veicoli del gruppo Rootes, tra cui modelli Hillman stessi.
La prima, conosciuta come Mark I, fu commercializzata dal 1954 al 1957 e derivava dalla Hillman Minx.
La seconda versione fu prodotta in tre serie, e fu venduta dal 1958 al 1965. Derivava anch'essa dalla Minx, ma era basata sulla serie “Audax”.
L'ultima serie della Husky, invece, fu prodotta dal 1967 al 1970 e si basava sulla Hillman Imp. 

## La Hillman Husky Mark I
La prima serie della Husky (conosciuta anche come Mark I), introdotta nel 1954, era una piccola familiare basata sulla contemporanea Hillman Minx Mark VIII. Era una due porte che si aggiunse alla gamma offerta insieme all'esistente Minx familiare, con un passo più lungo di 230 mm ed una carreggiata di 1238 mm. 
La Husky non era però una berlina a due volumi tipo hatchback, ma aveva invece un portellone posteriore incernierato lateralmente.
Mentre la nuova Minx Mark VIII DeLuxe nelle versioni berlina, cabriolet e Californian hard-top, aveva installato il nuovo motore a valvole in testa da 1390 cm³ di cilindrata, la Husky continuava ad utilizzare il vecchio propulsore da 1265 cm³ a quattro cilindri in linea e valvole laterali con un solo carburatore di marca Zenith, che condivideva con la Minx Special berlina e familiare. Sebbene la Minx aveva la leva del cambio (che era manuale a quattro rapporti), montata sul piantone dello sterzo, per la Husky era installato sul pavimento. La capacità del serbatoio era di circa 28 L.

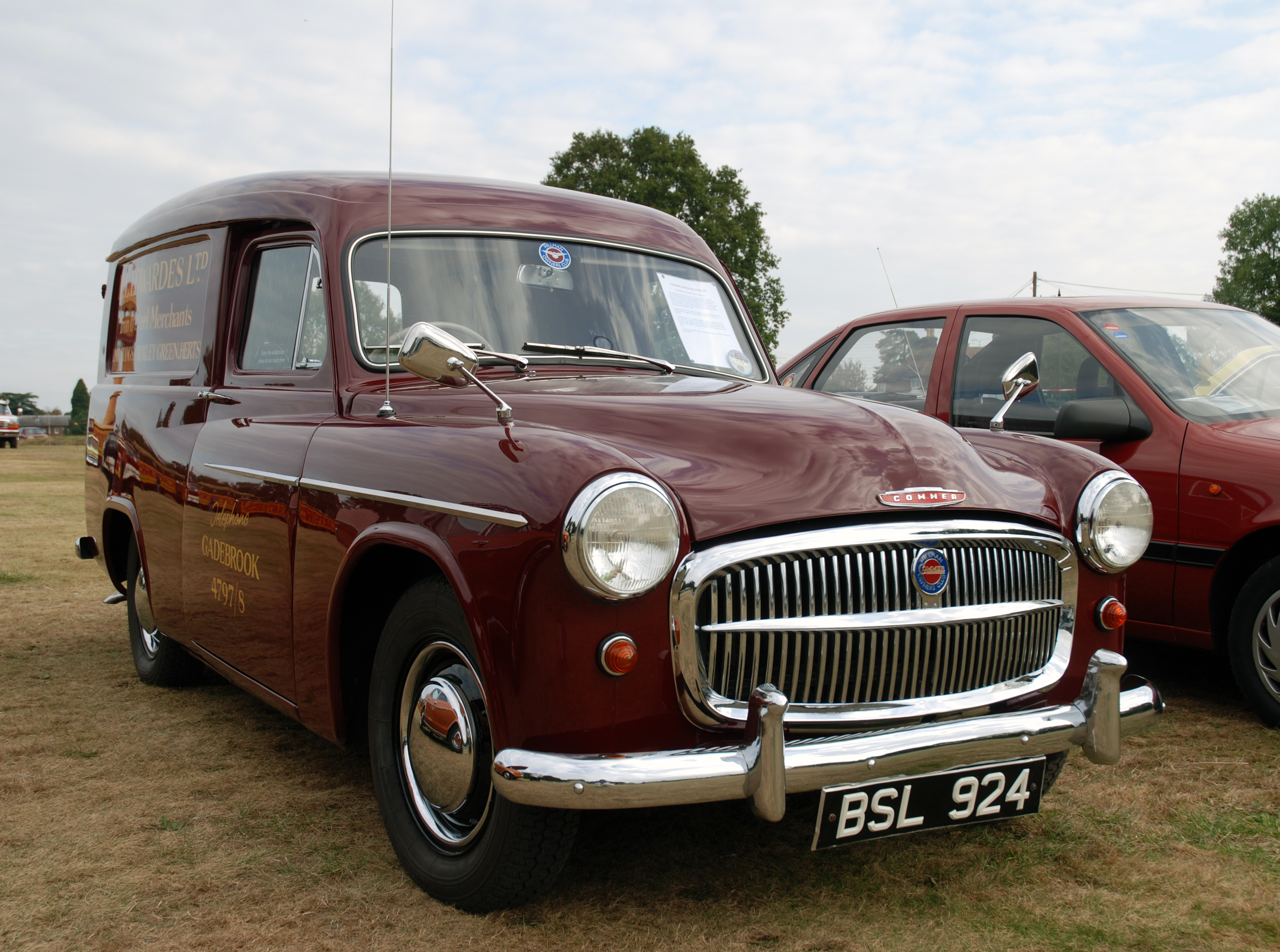
Un Commer Cob

Anteriormente montava sedili separati, mentre era presente una panchina per i passeggeri posteriori, il cui schienale poteva essere reclinato per incrementare lo spazio di carico. Gli interni erano rivestiti di pelle. Sia l'impianto di riscaldamento che la radio erano offerti come optional. Nel 1954 la vettura era disponibile nei colori blu, grigio, verde e sabbia.
La Husky era la versione badge engineered della Commer Cob, cioè era in pratica la stessa vettura ma con marchio diverso. L'unica differenza era la mancanza del finestrino laterale posteriore, che fu eliminato per ottenere un furgoncino.
Di questa versione della Husky, rimpiazzata nel 1958 dalla serie successiva, ne furono prodotti 159.960 esemplari.
La rivista specializzata britannica The Motor provò la Husky nel 1954 registrando una velocità massima di 105 km/h e un'accelerazione da ferma a 80 km/h di 24,3 secondi. Il consumo di carburante fu di 8,46 L/100 km. Il modello utilizzato nel test costava 564 sterline.

## La Hillman Husky basata sulle “Audax”

### La Serie I
Nel 1958 fu presentata la Serie I della nuova Husky. Come la versione che sostituì, si basava su altri modelli del gruppo Rootes, più precisamente sulla serie “Audax” di cui faceva parte anche la Minx.
Il motore era nuovo, ed era quello a valvole in testa e quattro cilindri in linea già installato sulla Minx. Aveva una cilindrata di 1390 cm³, ma era depotenziato a 51 bhp.
Come per la versione precedente, mentre c'era una Minx familiare con quattro porte, era disponibile una Husky con due portiere (più il portellone posteriore incernierato lateralmente) ed un passo più corto di 200 mm. Quest'ultimo era comunque era più lungo di 51 mm dei modelli precedenti. Il veicolo pesava 940 kg ed aveva una carreggiata di 1244 mm.
Ancora una volta la Commer vendette un modello versione furgone rassomigliante alla Husky, similmente a quanto fatto per il Commer Cob.

### La Serie II
La Serie II della Husky basata sulla serie “Audax” fu lanciata nel 1960 con un cambio a quattro rapporti, un parabrezza più ampio e sedili modificati.
Il motore aveva la stessa cilindrata e la medesima disposizione dei cilindri della serie precedente, ma ne fu incrementato il rapporto di compressione, che ora era di 8:1. Fu sostituito anche il carburatore con uno di marca Zenith e modello 30 VIG. Anche la carreggiata restò la medesima, con un peso incrementato a 953 kg.
Nel 1960 una Husky Serie II fu provata dalla rivista The Motor, e fu registrata una velocità massima di 118,1 km/h ed un'accelerazione da 0 a 97 km/h di 26,9 secondi, con un consumo di carburante di 9,17 L/100 km. La prova costò 674 sterline incluse le tasse.

### La Serie III

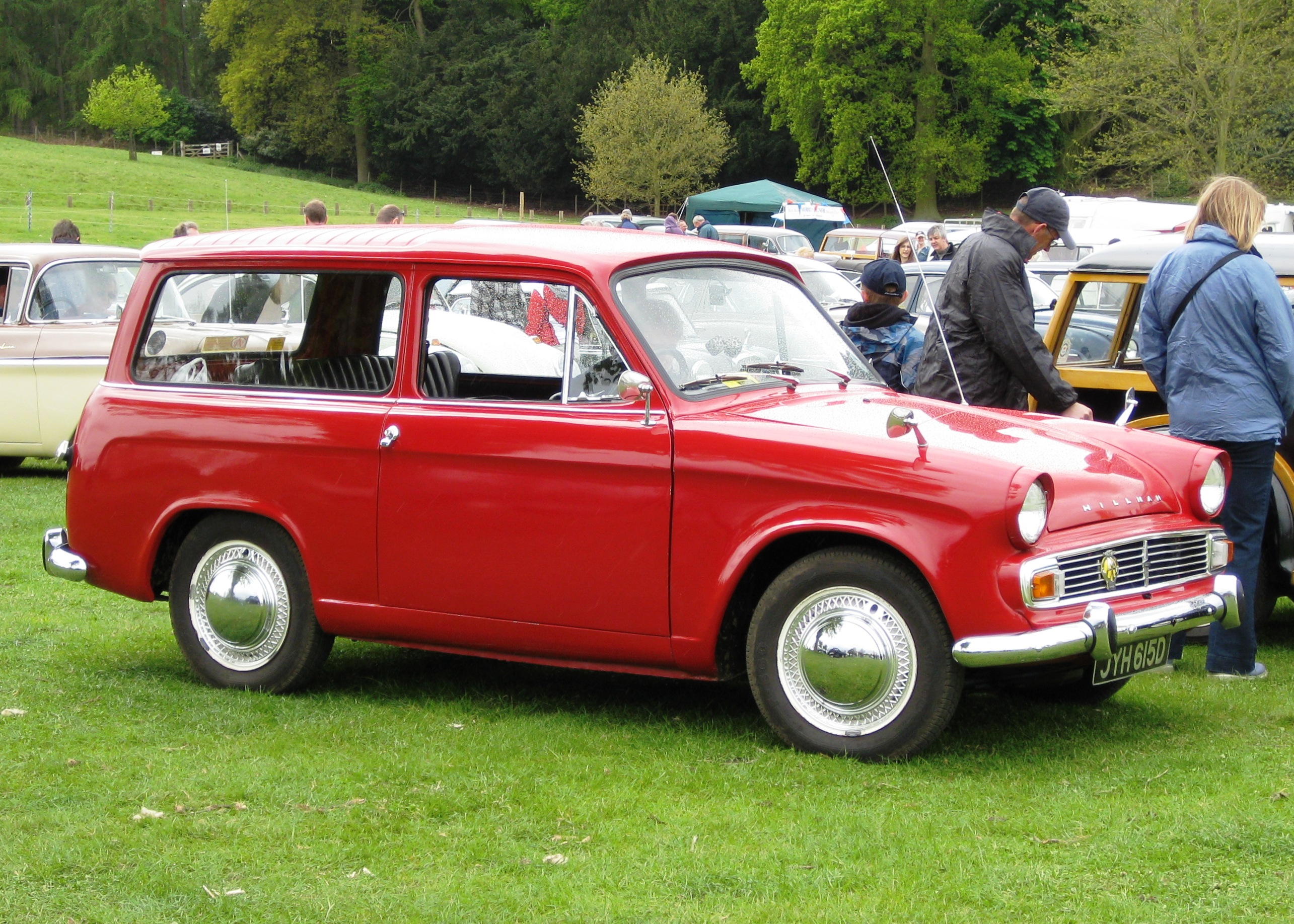
Una Hillman Husky Serie III

L'ultima serie della Husky basata sulle “Audax” fu la terza e fu commercializzata a partire dal 1963, in coincidenza con un restyling dell'intera gamma Minx (e delle sue derivate). I cambiamenti al corpo vettura furono applicati anche alla Husky, ma la riduzione del diametro delle ruote da 380 mm a 330 mm che era stato attuato sulle berline non fu eseguito sulle Husky per mantenere inalterata l'altezza minima da terra. Mentre la contemporanea Minx Serie V aveva i freni anteriori a disco, la Husky possedeva freni a tamburo sulle quattro ruote. Il motore da 1390 cm³ di cilindrata continuò invece ad essere utilizzato per molti mercati, ma per gli Stati Uniti d'America la Husky adottò il propulsore da 1592 cm³ usato per la coeva Minx Serie V.
Il peso fu riportato a 940 kg, come per la Serie I, mentre la carreggiata rimase 1244 mm.
Nel 1964 la Husky ebbe in dotazione un cambio con tutti i rapporti sincronizzati e furono eseguiti dei miglioramenti della frizione e delle sospensioni.

## La Husky basata sulla Hillman Imp
Non furono più costruite Husky fino al lancio della nuova serie basata sulla Hillman Imp, apparsa nell'aprile del 1967. La nuova Husky condivideva con la Imp il motore montato posteriormente a quattro cilindri in linea da 875 cm³ di cilindrata e con un singolo albero a camme in testa. Il propulsore era lo stesso, ma forniva prestazioni migliori rispetto a quelle della Imp. Fu anche adottato dalla Bond 875.
Come la versione precedente furgonata, la Imp familiare era basata su un'auto a due porte con l'altezza del tettuccio aumentata di 100 mm per fornire al modello un grande spazio di carico sopra il vano motore, dando al veicolo una forma squadrata. L'inusuale tetto piatto fu rinforzato con nervature di irrigidimento e supportato internamente con materiale a base di schiuma sintetica fonoassorbente. Comparato con il pannello analogo installato sulle Commer da cui derivava, la Husky possedeva delle nervature di rinforzo aggiuntive installate in corrispondenza dei finestrini posteriori.
L'accesso al vano di carico era chiuso da un portellone incernierato superiormente, che garantiva le operazioni di carico e scarico senza piegare la schiena. Finestrini scorrevoli fornivano ventilazione e una buona visione per i passeggeri seduti sulla panchina posteriore. Inoltre la parte superiore dello schienale dei sedili posteriori era piegabile in avanti, in modo da formare un utile piano di carico orizzontale con una superficie ruvida in gomma e da 1,4 m3 di capacità.
Per essere in grado di trasportare il maggiore carico, questa versione della Husky aveva pneumatici radiali. Il modello possedeva inoltre ammortizzatori dalle prestazioni migliori e molle, entrambi montati nel retrotreno, insieme a sospensioni posteriori rinforzate. Ciò diede alla Husky una maneggevolezza sportiva superiore alla Imp in versione standard, ed era sorprendente vedere questo veicolo piuttosto alto affrontare velocemente le curve con un rollio molto ridotto. La carreggiata rimase identica alla versione precedente, cioè 1244 mm.
La Commer vendette nuovamente una versione commerciale del medesimo veicolo che si ispirava a modelli Hillman, più precisamente alla Imp, e fu lanciato nel 1965 con un motore che possedeva un basso rapporto di compressione.
L'ultima Husky fu costruita nel 1970, quando la Chrysler, nuova proprietaria del gruppo Rootes, decise di sospendere la produzione per meglio razionalizzare la gamma offerta.